# Sistema educativo de Argentina

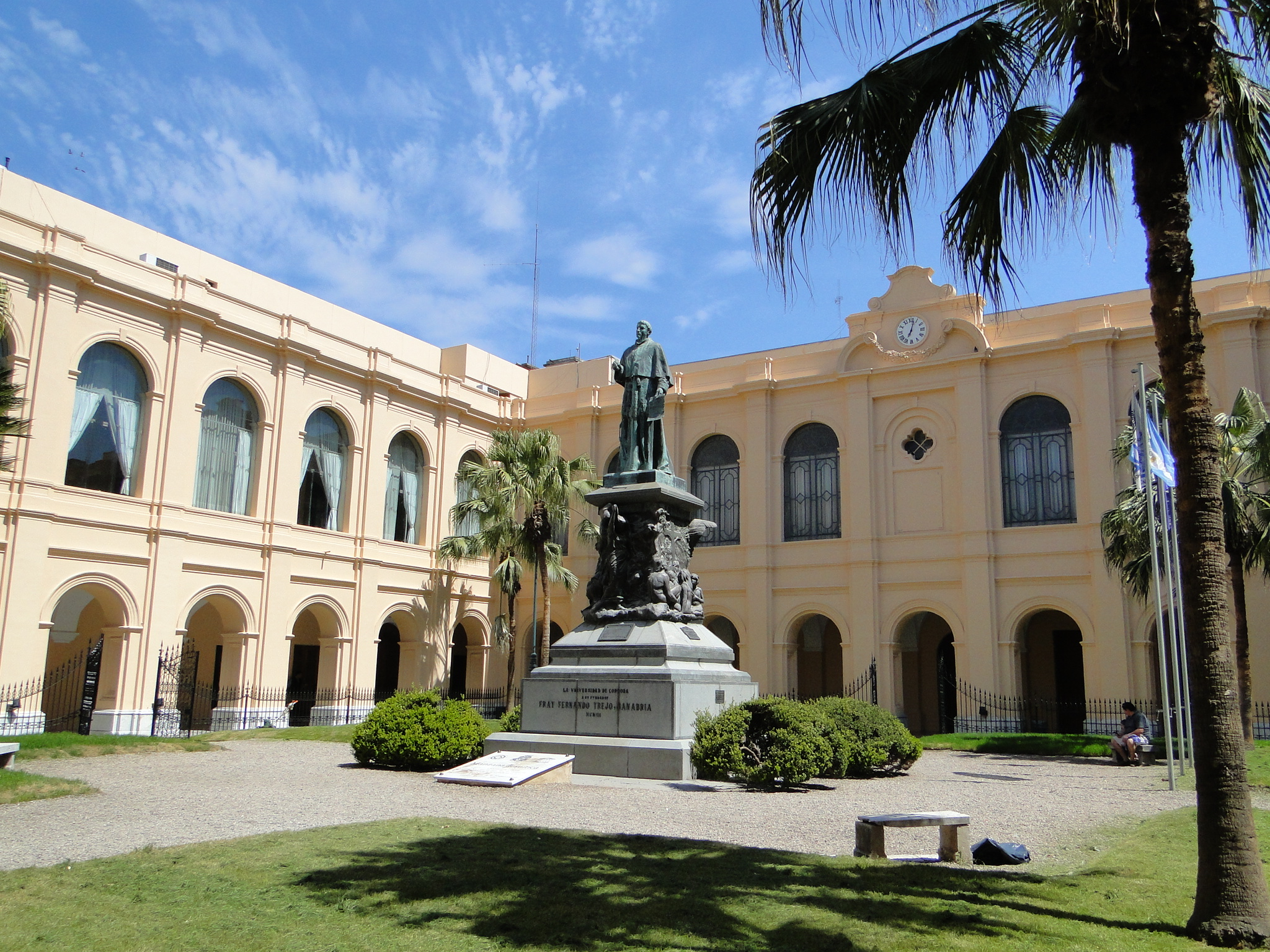
La Universidad Nacional de Córdoba, primera universidad argentina y una de las primeras universidades de toda América, fue fundada en 1613, donde se inició en 1918 el movimiento latinoamericano de Reforma Universitaria.

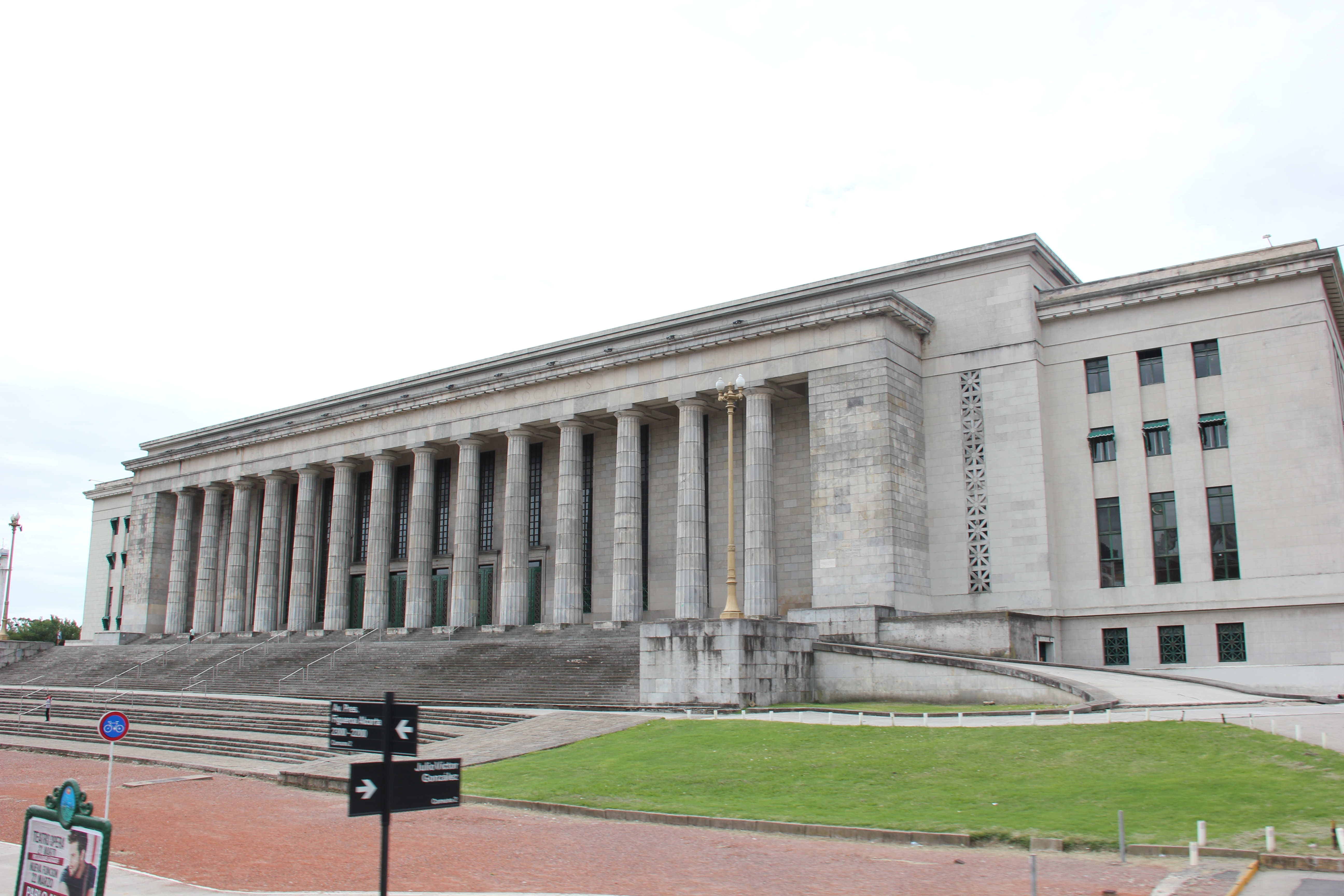
Facultad de Derecho de la Universidad de Buenos Aires

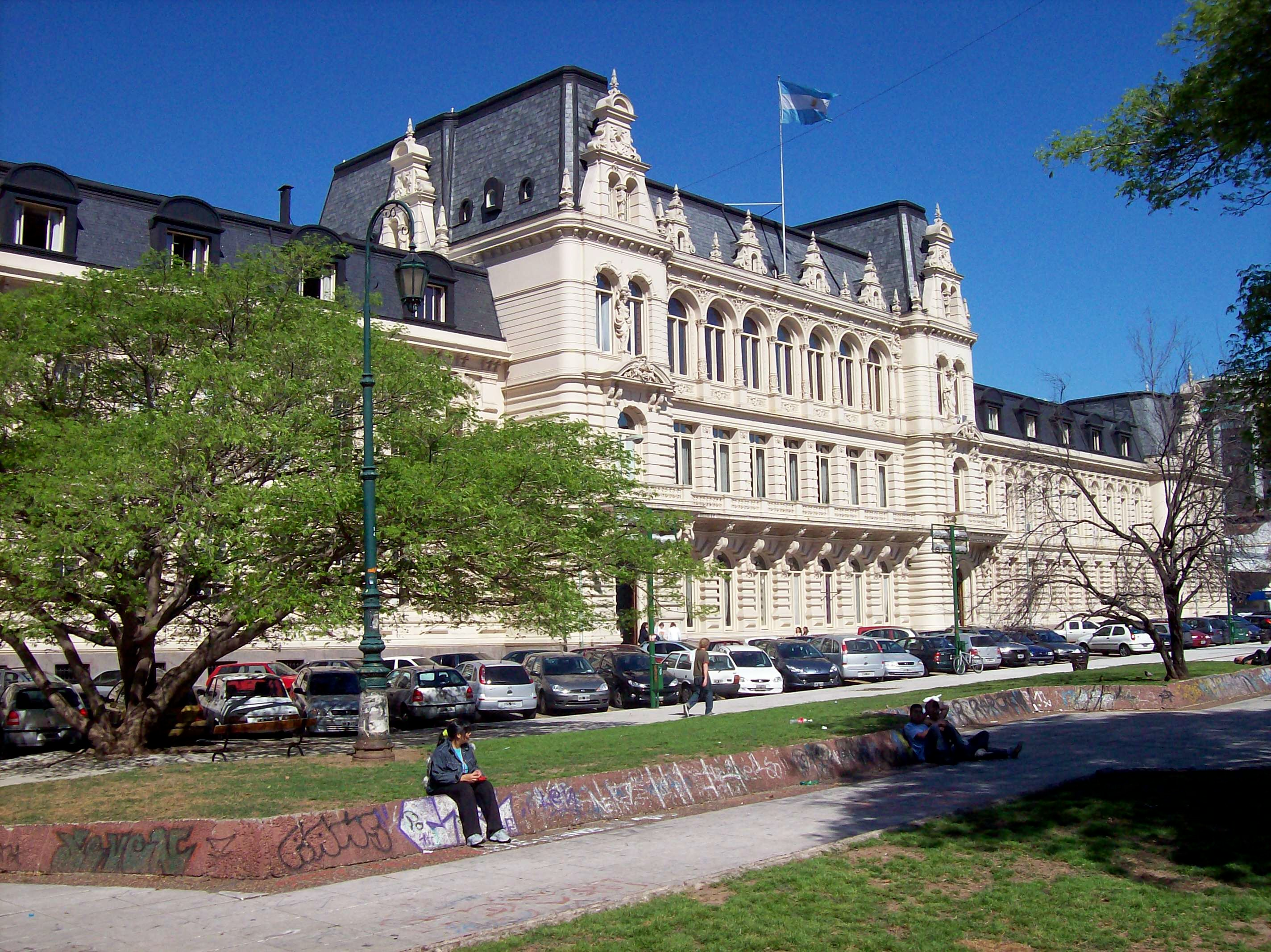
El Palacio Sarmiento, sede del Ministerio de Educación de la Nación

El sistema educativo de Argentina se compone de cuatro niveles: inicial, primaria, secundaria y superior. La educación argentina está regida por la Ley de Educación Nacional 26.206 que establece que la educación es un bien público, un derecho personal y social de las personas, del cual el Estado es quien debe garantizarla. Además determina que es obligatoria entre los cuatro y los 17 o 18 años de juventud. La Ley de Educación Nacional N.º 26.206 establece que el país debe destinar el 6 % de su PBI a la educación, un índice acorde con otros países de la región pero muy por debajo de los países desarrollados. 
En 1869, cuando Domingo Faustino Sarmiento era presidente, se llevó a cabo el primer censo nacional que arrojaba las siguientes cifras: 82 % de la población era analfabeta. De allí que fue el mismo Sarmiento quien inició una lucha muy persistente con la creación de escuelas y formación de docentes; las primeras vinieron de Estados Unidos para unirse a la infatigable lucha por la educación. En el caso de las mujeres, el índice de analfabetismo era aún más alto, pues comprendía al 81,8 % del total de mujeres en tanto que en los varones era de 74,9 %. Este estado de cosas, lo llevó a impulsar la Ley de Educación Común N.º 1.420, promulgada en 1884 durante la presidencia de Julio Argentino Roca. En esa ley se estableció  por primera vez la obligatoriedad, la gratuidad y la laicidad de la educación para todos los niños de 6 a 14 años, y se instauró el derecho a que  todos los habitantes del país que residieran en localidades de más de 300 habitantes pudieran contar con una escuela pública a su alcance. El uso del delantal blanco como uniforme escolar, se transformó en paradigma de un ideal de igualdad o unidad, ha caracterizado siempre a la  educación argentina. Esa Ley fue el inicio del camino hacia  la educación en la Argentina.
Argentina fue el segundo país de América Latina (luego de Uruguay) en establecer la educación primaria, secundaria y universitaria pública y de calidad. En 1945, durante el gobierno dictatorial de Edelmiro Farrell, se sancionó la Ley de Enseñanza Secundaria y Superior, que estableció la gratuidad de la educación secundaria y superior en Argentina. La histórica lucha por tener una población alfabetizada, llevó al país a tener algunos científicos e intelectuales reconocidos mundialmente.
En la actualidad, según el Censo Nacional de Población, Hogares y Viviendas 2010 del INDEC, el porcentaje de alfabetización asciende al 98,1 % de la población, siendo relativamente alto.
Según estudios de la Unesco, la educación en Argentina garantiza igualdad al poseer características institucionales que impiden la mercantilización de la educación, así como la de Finlandia tiene características que favorecen la educación en población multiétnica y en la modalidad de enseñanza especial, la educación de la Argentina favorece la equidad. Finalizada la secundaria —cuya graduación es en el mes de diciembre— los alumnos pueden continuar su formación ya sea en una institución de educación superior universitaria o terciaria. Según datos del último censo de 2010, la tasa de analfabetismo es del 1,9 %, siendo la segunda más baja de Latinoamérica.  En Argentina existen 55 universidades públicas nacionales en todo el territorio. y 49 privadas. La Universidad de Buenos Aires es la más grande del país y una de las 10 más prestigiosas de América Latina, con más 250 000 alumnos en 2011.

## Características

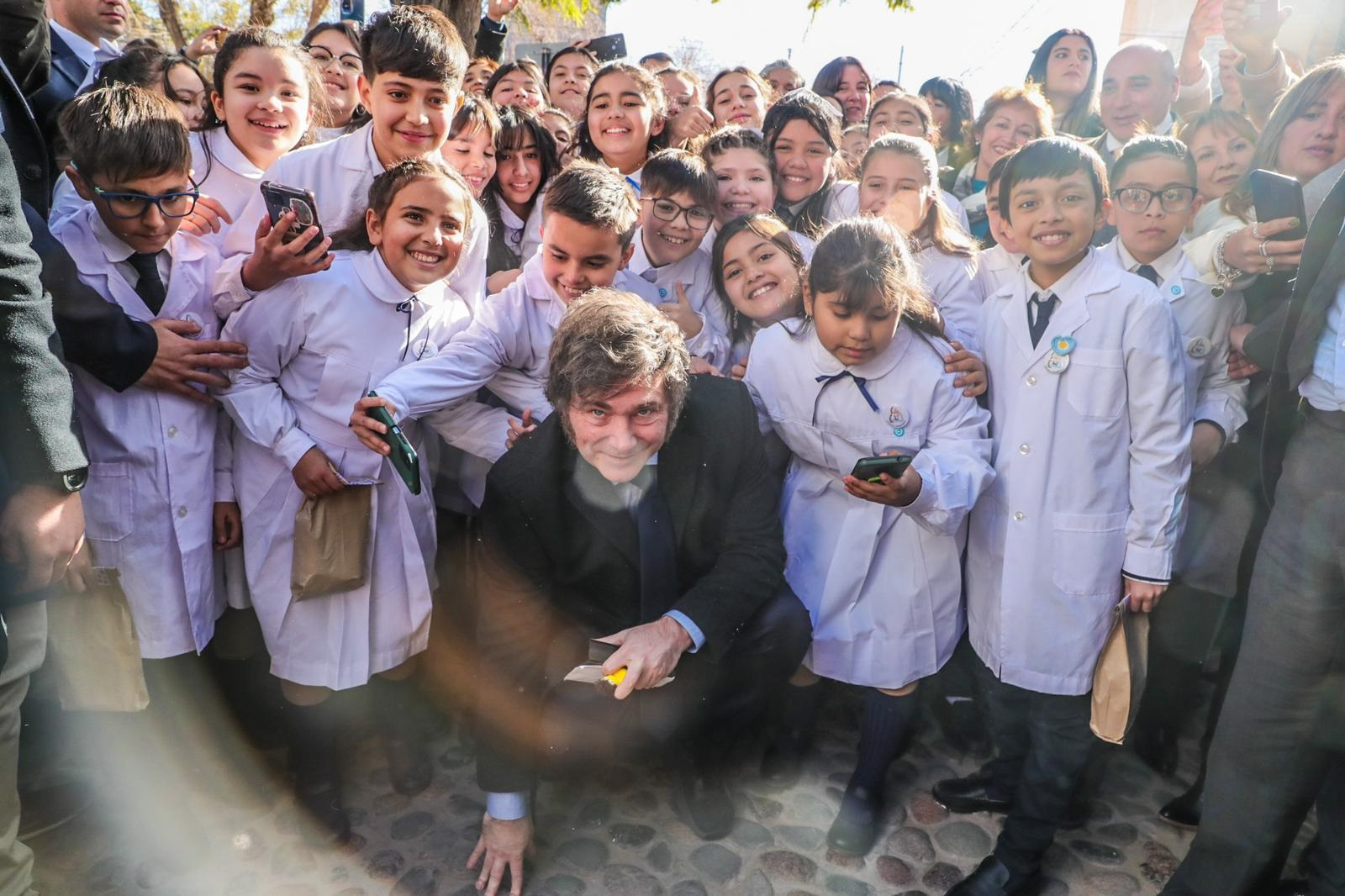
El presidente de la Nación Javier Milei con alumnos primarios escolares argentinos (con su delantal blanco) en septiembre de 2024.

La Ley 26.206 define que la estructura del sistema educativo nacional está comprendida por cuatro niveles y ocho modalidades. Los cuatro niveles son:
- Educación inicial
- Educación primaria [22]
- Educación secundaria
- Educación superior

Las ocho modalidades son:
- Educación técnico profesional.[23]
- Educación artística
- Educación especial
- Educación permanente de jóvenes y adultos
- Educación rural
- Educación intercultural bilingüe
- Educación domiciliaria y hospitalaria.
- Educación en contextos de privación de libertad

La escuela es todo lugar físico destinado a la enseñanza de cualquier tipo, como la música, de oficio, etc.
Desde el año 2014, la obligatoriedad escolar en todo el país se extiende desde los cuatro años de edad hasta la finalización del nivel de la educación secundaria. El Ministerio de Educación y las autoridades jurisdiccionales competentes son las que aseguran el cumplimiento de la obligatoriedad escolar a través de alternativas institucionales, pedagógicas y de promoción de derechos. En resumen, el sistema educativo de Argentina es un conjunto de servicios y acciones educativos hechas por el Estado. Actualmente conviven los sistemas educativos de gestión estatal y privada en todos los niveles, ambas reguladas por el Estado Nacional.
Posee una tasa de graduación del 60 % de media en educación secundaria y 20 % en educación universitaria.
Constituyen modalidades del Sistema Educativo Nacional aquellas opciones organizativas o curriculares de la educación común, dentro de uno o más niveles educativos, que procuran dar respuesta a requerimientos específicos de formación y atender particularidades de carácter permanente o temporal, personales o contextuales, con el propósito de garantizar la igualdad en el derecho a la educación y cumplir con las exigencias legales, técnicas y pedagógicas de los diferentes niveles educativos. Son modalidades: la Educación Técnico Profesional, la Educación Artística, la Educación Especial, la Educación Permanente de Jóvenes y Adultos, la Educación Rural, la Educación Intercultural Bilingüe, la Educación en Contextos de Privación de Libertad y la Educación Domiciliaria y Hospitalaria. (Ley 26.206 Art 17).

## Historia

### Siglos XVII a XIX
La educación en Argentina ha tenido una historia complicada.
Aunque en 1613 fue fundada la Universidad jesuítica de Córdoba, la más antigua del país y una de las primeras de América. La expulsión de los jesuitas del Imperio Español de 1767 hizo que 2630 jesuitas tuvieran que dejar Iberoamérica, lo que significó un terrible golpe a nivel educativo ya que la inmensa mayoría de las instituciones educativas del territorio estaban a cargo de ellos como profesores.

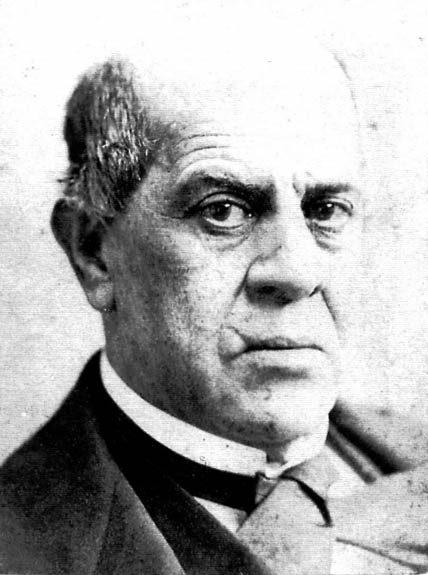
Domingo Faustino Sarmiento (1811-1888), principal impulsor de la educación argentina en el

Durante la Independencia Argentina y las Guerras civiles argentinas, para reducir gastos se anuló la mayor parte del presupuesto dedicado a la educación.
En el período llamado Organización Nacional el presidente Domingo Faustino Sarmiento (1868-1874) que hizo hincapié en actualizar el país con las prácticas de los países desarrollados. Sarmiento alentó la inmigración y el asentamiento de educadoras estadounidenses ("las maestras de Sarmiento") había planeado la llegada de 1000 docentes al país provenientes desde los Estados Unidos como modo de implantar la cultura anglosajona. Sin embargo la falta de atractivo en la propuesta solo encarnó en 65 docentes —tan solo 4 de ellos hombres— que arribaron a la Argentina entre 1869 y 1898.

### SigloXX
Durante la presidencia de Julio A. Roca quien fue dos veces Presidente de la Nación ―entre 1880 y 1886 y entre 1898 y 1904― y máximo representante de la Generación del Ochenta, se creó por decreto el Consejo Nacional de Educación el 21 de enero de 1881, organismo dirigido inicialmente por Domingo Faustino Sarmiento, que ponía bajo la órbita del poder ejecutivo la administración de las escuelas primarias de la ciudad de Buenos Aires, para luego extender su control a todas las escuelas nacionales del país. Posteriormente, en 1884, sancionó la Ley 1420 de Educación Común, estableciendo su carácter obligatorio, estatal, laico y gratuito para las escuelas primarias. El carácter no religioso de este sistema, que prohibía a las escuelas parroquiales la expedición de títulos oficiales directamente, sino solo a través de una universidad pública, dañó las relaciones entre el Estado argentino y la Iglesia católica, provocando la resistencia del clero local y un conflicto con la Santa Sede (a través del nuncio papal). Al asumir Julio A. Roca su primera presidencia había 1214 escuelas públicas y al finalizar su primer mandato eran 1804, la cantidad de alumnos se incrementó un 118 % pasando de 86 927 a 180 768.  El número de docentes pasó de 1915 en 1880 para terminar en 5348 en 1886, lo que significó una brusca reducción en la cantidad de alumnos por maestro. En 1876 serán cerradas las escuelas de minería de Catamarca, y las de agricultura de Salta, Tucumán y Santa Catalina en Buenos Aires abierta en 1870. Ese mismo año se derogó la ley 419 de bibliotecas populares. La derogación de la ley 419 y la reducción en la cantidad de libros enviados a las bibliotecas —entre otras cosas— serán consecuencia de un Estado que recorta constantemente fondos del presupuesto educativo como producto de la retracción de la economía desde 1873. A pesar de algunos avances de la población en edad de ser escolarizada cuya edad oscilaba entre los seis y los trece años, solo el 35 % iba a la escuela en 1895.
Hacia 1910, en el marco de los festejos del Centenario, se profundizaron los contenidos patrióticos a fin de consolidar una concepción unificadora de la identidad nacional. En esta línea de acción, se había sancionado la Ley Láinez, que señalaba claramente el influjo del Estado nacional en los sistemas educativos provinciales. Durante este período, también se fundaron varias escuelas de carácter religioso, como el Colegio San Agustín y el Belgrano Day School en Capital Federal, el colegio Ward en Villa Sarmiento o el Colegio Santo Domingo en Ramos Mejía, fundados en 1907, 1912, 1913 y 1915, respectivamente. Previo a la crisis económica de 1873 existió un intento por desarrollar una educación más vinculada al conocimiento técnico. Aunque el debate se mantuvo abierto a lo largo de la década, la crisis de 1873 tendió a cerrar ese camino. Las posturas educativas del modelo agroexportador en torno al carácter productivo fueron suplantadas por una orientación que buscó defender desde el Estado un tipo de régimen político y social particular. Con la llegada definitiva de una élite terrateniente como única clase social capaz de tomar el control productivo y contar con cuadros políticos para la administración burocrática del Estado, se intentó imponer un proyecto educativo para justificar su existencia, mantener a raya cualquier tipo de experiencia popular, y formar elementos útiles para su reproducción del sistema. En el apartado de la Memoria de 1876 llamado “Instrucción Pública” se reconoce que existen adversidades para el desarrollo de la educación: “Los pueblos nuevos como el Argentino, tienen así mismo que luchar con inmensas dificultades para difundir la educación, y esto hará que su programa sea lento quizá por medio siglo aún.” (Memoria, 1876: XXXIX).

La educación continua sin censos serios que especifiquen sus carencias, así como de un sistema uniforme de enseñanza. Hay carencia casi completa de libros y útiles, en algunas escuelas faltan hasta bancos adecuados, libros, mapas, pizarras, en otros casos ni siquiera hay programas ni buenos o idóneos maestros (Memoria, 1876: XXXIX)

Mientras que en el período 1875-1877 la población escolar creció solo un 3,8 %, la población infantil creció un 8,8 %. En 1875 el 24,4 % de los niños entre los seis y los dieciséis años estaban incluidos en el sistema educativo, mientras que en 1877 solo el 23,1 % de los niños de seis a catorce años lo estaba, marcando un descenso del 1,3 %.
A raíz de la reforma universitaria de 1918, la educación argentina, sobre todo a nivel universitario, se hizo más independiente del gobierno, así como la influyente Iglesia Católica.[cita requerida] En diciembre de 1943, al final de la Década Infame, la dictadura de Pedro Pablo Ramírez estableció la educación religiosa en las escuelas públicas, lo que fue ratificado por ley del Congreso el 14 de marzo de 1947 y se mantuvo durante casi todo el gobierno de Perón, hasta ser abolida el 16 de diciembre de 1954 en el marco del conflicto del gobierno con la Iglesia católica.
La escuela argentina se había formado como un territorio neutral sin discriminación política, racial ni religiosa, pero durante el gobierno peronista no solamente los docentes estaban obligados a comentar los actos de gobierno más importantes y propaganda favorable al gobierno.
Durante el gobierno de Juan Domingo Perón (1946-1955), la implementación del estado de bienestar provocó una gran ampliación del consumo. Esto y el desarrollo y puesto en práctica de los derechos sociales repercutieron en la extensión de la matrícula educativa. Un punto álgido fue el comienzo de la gratuidad universitaria; el 22 de noviembre de 1949 se decretó la gratuidad universitaria, impulsada por el gobierno de Perón, medida que cambió para siempre el rumbo del sistema de educación superior argentino; firmando el Decreto N.º 29.337 de Supresión de Aranceles Universitarios, a través del decreto 29.337. Se aseguraba así el acceso irrestricto del pueblo a la cultura, a la educación superior y a la formación profesional universitaria, eliminando la imposición de los aranceles vigentes y estableciendo que "como medida de buen gobierno, el Estado debe prestar todo su apoyo a los jóvenes estudiantes que aspiren a contribuir al bienestar y prosperidad de la Nación, suprimiendo todo obstáculo que les impida o trabe el cumplimiento de tan notable como legítima vocación. Entre los años 1935 y 1955 la matrícula de la UBA pasó de 12 000 a 74 000 alumnos. Ley 13.031: Primera ley de educación del gobierno justicialista. Según Susana Roldán, tras 15 años de democracias restringidas e intervenciones militares sobre los gobiernos civiles, en 1946 el Congreso sancionó una nueva Ley de Educación Superior que puso a las universidades bajo la órbita de las reglas de una democracia sin proscripción. Para eso, y marcando un hito en la historia de la legislación sobre educación superior, el peronismo dictó en 1947 la Ley N.º 13.031, denominada Ley Guardo, en honor al diputado justicialista creador de su articulado. Esta legislación puso punto final a la larga vigencia de los cuatro artículos de la reducida Ley N.º 1.597 de 1885, “Ley Avellaneda”, que ofició de marco legal hasta entonces. En 1949 von la intención de atender a algunos planteos de los universitarios e incorporar avances de la ley sancionada en 1947 y sentar las bases para una nueva Ley, se incorpora un artículo en la Constitución Argentina de 1949. En el año 1954 se sanciona una nueva Ley, la 14.297. En ella se incorporan algunos otros postulados de la Reforma Universitaria, como la definición de la extensión y la participación directa de los estudiantes, esta ley profundiza la participación estudiantil en el gobierno de las Facultades, otorgándoles el derecho al voto.
La dictadura autodenominada Revolución Libertadora intervino las universidades, expulsando a profesores y científicos ―acusándolos de «peronistas»―. Su política educativa tenía como objetivo la desperonización del pueblo y combinando un gran despliegue de su aparato represivo y de propaganda.
Tras el Golpe de Estado de 1955, las dictadura de Aramburu e Isaac Rojas expulsaron a profesores simpatizantes del peronismo de las escuelas y universidades. La persecución motivó a muchos profesores a exiliarse. En los meses siguientes cientos de profesores fueron despedidos, renunciaron a sus cátedras o abandonaron el país. Emigraron 301 profesores universitarios de los cuales 215 se dedicaban a la investigación científica. Durante el gobierno de Arturo Frondizi se reglamentó el artículo 28, que permitía que las universidades privadas otorgaran títulos habilitantes.
En 1984, por la ley N.º 23.114, el gobierno radical de Raúl Alfonsín convocó a un Congreso Pedagógico Nacional supuestamente para atender las deficiencias del sistema educativo pero con el fin de definir si la Educación Pública debía ser Estatal o no Estatal, de lo que dependería si los colegios privados seguirían recibiendo apoyo económico del Estado y si los padres de ingresos medios y bajos podrían elegir el tipo de educación para sus hijos en escuelas de gestión privada.
Raúl Alfonsín confió la organización del congreso a su equipo educativo, encabezado en 1984 por el ministro Carlos Alconada Aramburú, y el diputado Adolfo Stubrin, ambos con enfoques estatistas.
El enfoque estatista era impulsado por radicales y comunistas; y el enfoque no estatista defendido por la Conferencia Episcopal Argentina, el Partido Demócrata Cristiano, el Partido Justicialista, la Unión del Centro Democrático, el Movimiento de Integración y Desarrollo.[cita requerida] Triunfó el enfoque no estatista. A partir de entonces, el sistema educativo en la Argentina es de Educación Pública (de Gestión Estatal o de Gestión Privada).
Durante la década de los 90 el programa de la desregulación y la privatización, llevada a cabo por el presidente Carlos Menem, en reacción a la crisis socioeconómica del país de 1989, condujo a la descentralización del sistema de la escuela media argentina, por lo que, a partir de 1992, la administración y la financiación de las escuelas se convirtieron en una responsabilidad provincial. La debilidad de la política, sin embargo, radica en que la coparticipación federal no aumentó acorde, sobre todo teniendo en cuenta la decisión de mover dos años de la escuela secundaria a la primaria. Durante esta década se implementaron distintos modelos educativos, como la Educación General Básica y Educación Polimodal en todo el país a través de la Ley Federal de Educación. Desde la reforma curricular de 1993 en adelante desde el Ministerio de Educación de la Nación se planteó de forma reiterada y en concordancia a la Constitución Nacional tanto la unificación del sistema educativo nacional como el respeto de las diversidades jurisdiccionales. Es por ello que cada provincia debía imprimirle a sus escuelas su estilo y contenidos propios. Garantizándose un piso mínimo de 180 días de clase.

### SigloXXI
En los años 2000 se produjeron nuevos cambios educativos, se dictó la Ley de Financiamiento Educativo y la Ley de Educación Nacional. La primera de ellas, en el año 2005, estableció un incremento progresivo de la inversión en educación, ciencias y tecnología por parte del gobierno nacional y las demás jurisdicciones, para alcanzar una participación del 6 % del Producto Bruto Interno [PBI]. En tanto que la Ley de Educación Nacional marcó el retorno al sistema tradicional de primaria, secundaria y colegios técnicos. Se destacó la participación de más 750 000 docentes y 700 organizaciones de la sociedad civil en la formulación de la ley. El presupuesto educativo aumentó gradualmente durante los siguientes años: 4,0 % en 2005, 4,7 % en 2006, 5,0 % en 2007, 5,3 % en 2008, 5,6 % en 2009 y 6,47 % en 2010. Entre 2003 y 2015 se construyeron 1824 nuevos establecimientos educativos.
El programa Conectar Igualdad fue creado en abril de 2010 con el objetivo de entregar una netbook a cada estudiante y docente de las escuelas públicas secundarias, de educación especial, y de los institutos de formación docente. Capacitando a los docentes en el uso de esta herramienta, y elaborar propuestas educativas que favorezcan su incorporación en los procesos de enseñanza y aprendizaje.
Para el año 2013 ya se habían entregado 3 millones de computadoras, y además se construyeron 1428 aulas digitales en todo el país.
En 2016, el presidente Mauricio Macri interrumpió ese programa.
Siguiendo la tendencia instaurada en la década de los 80, se observa un constante incremento en Argentina del porcentaje de estudiantes que asisten a escuelas y universidades privadas. La matriculación en establecimientos del sector privado representaba el 23 % de todo el sistema educativo en 2003 y alcanzó el 26 % en 2010. Según datos del último censo nacional (de 2010) la tasa de analfabetismo es del 1,9 %, siendo la segunda más baja de Latinoamérica. Se ha verificado también un descenso de los índices de repitencia y deserción escolar que alcanzó el país entre 2006 y 2013.
Entre 2003 y 2015 se crearon 15 nuevas universidades, mientras que el egreso de estudiantes universitarios aumentó un 68 % respecto a datos previos.

## Niveles
En la República Argentina, la estructura educativa obligatoria comprende 2 años de educación inicial (a los 4 y 5 años de edad), 6 o 7 años (dependiendo de la jurisdicción) de nivel primario (edad 5/6 a 11/13 años) y 6 o 5 años (también dependiendo de la jurisdicción) de educación secundaria (11/13 a 17/18 años). En los últimos 3 años de ésta, se incluyen las distintas tenencias orientativas afines a las carreras universitarias por las que los alumnos pueden optar. 
La educación primaria y secundaria es responsabilidad de las provincias. El ministerio de Educación nacional se encarga de la promoción de la educación y del fomento de las escuelas públicas que sean de carácter nacional. También se encarga de unificar ciertos criterios burocráticos con el fin de que ninguna institución tenga inconvenientes en las transferencias de alumnos. De esa forma coexisten en la República dos estructuras educativas que si bien para el Ministerio Provincial de cada jurisdicción cuenta como dicho sistema educativo, en la práctica no existe mucha diferencia por lo que las asignaturas son idénticas a rasgos generales. El Ministerio de la Nación se encarga de exponer las asignaturas mínimas que debe enseñar una institución, por lo que lo deja a su criterio el programa total con la cantidad de horarios requeridos. Para el caso de la educación secundaria, todas las instituciones tanto privadas como públicas tienen un programa al que adecuarse, dejando horas libres que pueden ser rellenadas con asignaturas prácticas, artísticas, etc., aunque la institución usualmente las ocupe para impartir la especialidad orientativa de dicha institución (industrial, técnica, humanidades, economía y gestión de las organizaciones, ciencias naturales, etc.).

### Educación inicial
En la educación inicial: solo las salas de 4 y 5 años son obligatorias.
Universal para las instituciones de enseñanza estatal o privada:
- Lactantes (45 días-1 año)
- Deambuladores (1 año-2 años)
- Sala de 2 años
- Sala de 3 años (primera sala del "jardín de infantes")
- Sala de 4 años (obligatoria)
- Sala de 5 años (obligatoria)

### Educación primaria
La educación primaria tiene dos estructuras dependiendo la jurisdicción:
| Estructura 1      | Estructura 1      | Estructura 2  | Estructura 2  | Edad habitual (al inicio) | Edad habitual (al final) |
| ----------------- | ----------------- | ------------- | ------------- | ------------------------- | ------------------------ |
| Primer Ciclo      | Primer Grado      | Primer Ciclo  | Primer Grado  | 5-6 años                  | 6-7 años                 |
| Primer Ciclo      | Segundo Grado     | Primer Ciclo  | Segundo Grado | 6-7 años                  | 7-8 años                 |
| Primer Ciclo      | Tercer Grado      | Primer Ciclo  | Tercer Grado  | 7-8 años                  | 8-9 años                 |
| Segundo Ciclo     | Cuarto Grado      | Segundo Ciclo | Cuarto Grado  | 8-9 años                  | 9-10 años                |
| Segundo Ciclo     | Quinto Grado      | Segundo Ciclo | Quinto Grado  | 9-10 años                 | 10-11 años               |
| Segundo Ciclo     | Sexto Grado       |               | Sexto Grado   | 10-11 años                | 11-12 años               |
| 7.º Independiente | 7.º Independiente | Séptimo Grado | 11-12 años    | 12-13 años                |                          |

Estructura 1 de 6 años corresponde a las provincias de: Formosa, Tucumán, Catamarca, San Juan, San Luis, Córdoba, Corrientes, Entre Ríos, La Pampa, Buenos Aires, Chubut y Tierra del Fuego, Santa Fe
Estructura 2 de 7 años corresponde a las provincias de: Río Negro, Neuquén, Santa Cruz, Mendoza, ciudad de Buenos Aires, La Rioja, Santiago del Estero, Chaco, Misiones, Salta y Jujuy.

### Educación secundaria
La educación secundaria tiene dos estructuras dependiendo la jurisdicción y en consonancia con la estructura de la escuela primaria:
| Estructura 1        | Estructura 1 | Estructura 2       | Estructura 2 | Edad habitual (al inicio) | Edad habitual (al final) |
| ------------------- | ------------ | ------------------ | ------------ | ------------------------- | ------------------------ |
| Ciclo básico        | Primer año   |                    |              | 11-12 años                | 12-13 años               |
| Ciclo básico        | Segundo año  | Ciclo básico       | Primer año   | 12-13 años                | 13-14 años               |
| Ciclo básico        | Tercer año   | Ciclo básico       | Segundo año  | 13-14 años                | 14-15 años               |
| Ciclo orientado     | Cuarto año   | Ciclo superior     | Tercer año   | 14-15 años                | 15-16 años               |
| Ciclo orientado     | Quinto año   | Ciclo superior     | Cuarto año   | 15-16 años                | 16-17 años               |
| Ciclo orientado     | Sexto año    | Ciclo superior     | Quinto año   | 16-17 años                | 17-18 años               |
| Ciclo orientado (*) | Séptimo año  | Ciclo superior (*) | Sexto año    | 17-18 años                | 18-19 años               |

(*) Solo en algunas especialidades.

### Educación superior

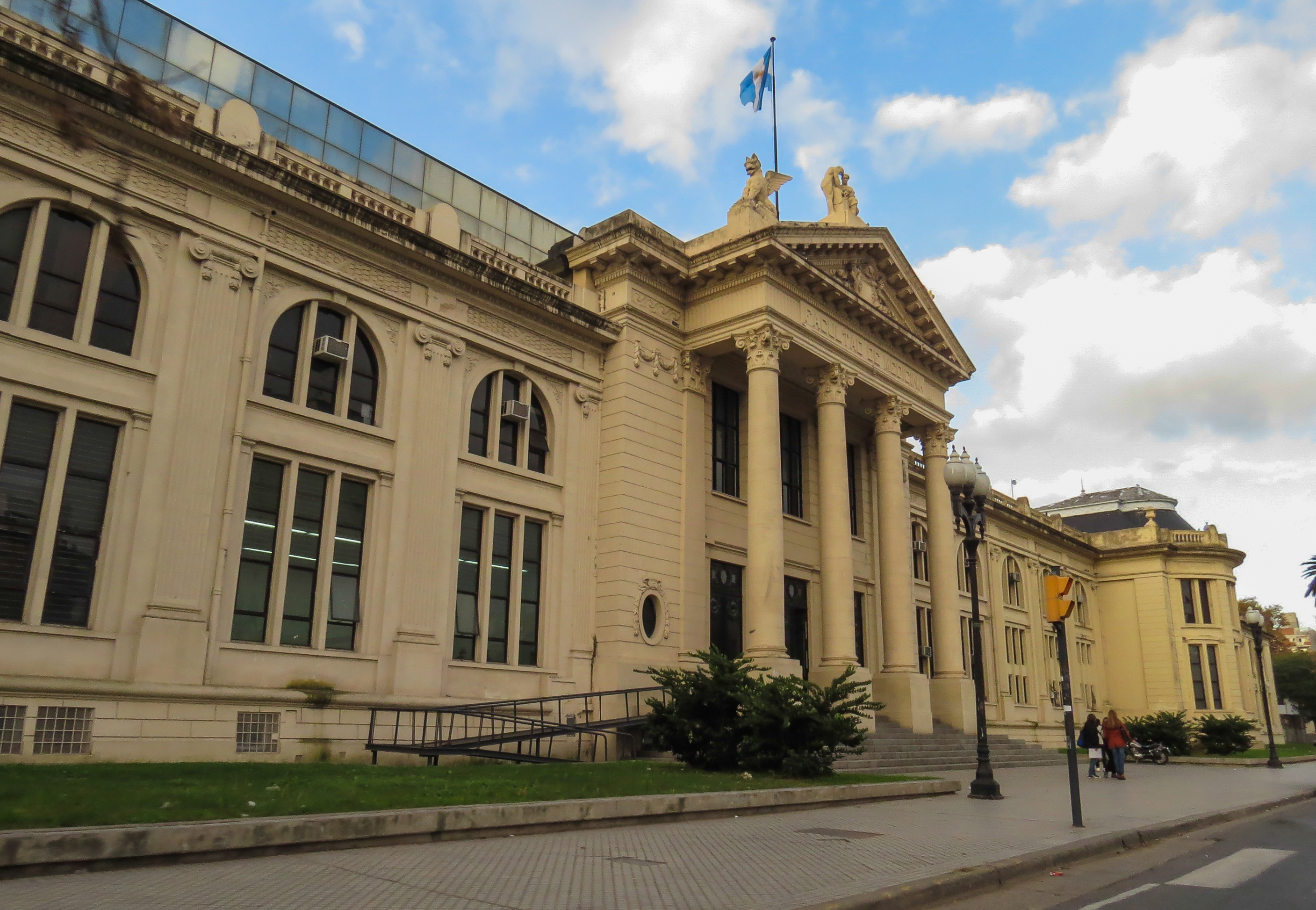
Facultad de Ciencias Médicas de la Universidad Nacional de Rosario

La educación superior se logra mediante institutos de educación superior o universidades. Varía de acuerdo a la institución y la carrera, puede durar desde los cursos de 6 meses de la educación terciaria con orientación a asistencia ejecutiva hasta los 12 años de Medicina con especialidad.
La educación superior argentina ―conocida como la docta Argentina― logró alcanzar niveles mundiales de excelencia en los años sesenta. El país cuenta con tres ganadores del Premio Nobel en ciencias: Luis Federico Leloir, Bernardo Houssay y César Milstein.

#### Carreras de grado
Todas las universidades públicas y privadas aprobadas por la CONEAU ofrecen programas de grado y posgrado que otorgan títulos académicos y profesionales. En general, los programas de grado toman al menos cuatro años de estudio. Al finalizar una licenciatura, el «licenciado» pasa a ser considerado experto en un campo determinado. Las carreras de grado pueden dividirse básicamente en dos tipos:

##### Licenciaturas y profesorados
Las licenciaturas son aquellas que acreditan experticia en investigación en un área del conocimiento determinado. Consisten en carreras de 4 a 6 años donde se requiere una cuota de investigación, en términos de años son equivalentes a una maestría en universidades estadounidenses o europeas. En algunos casos, dependiendo de los estatutos de la casa de estudio, puede llegar a solicitarse una «tesis de licenciatura», la cual consiste en un aporte de conocimiento en el campo respectivo de la carrera. El graduado puede ostentar el prefijo Lic. al rubricar su nombre.
Los profesorados por otro lado son aquellas carreras acreditadas que habilitan a la enseñanza universitaria. Por lo general consisten en carreras de 4 o 5 años no tan intensivas en investigación como las licenciaturas pero si rigurosas en la metodología de enseñanza. El graduado puede ostentar el prefijo Prof. al rubricar su nombre.

##### Títulos de ejercicio profesional
En particular, a diferencia de las licenciaturas, aquellos títulos de grado de universidades que habilitan a ejercer diferentes profesiones otorgan denominaciones particulares que habilitan la ejecución de diferentes disciplinas, como son los siguientes casos:
- Título de abogado: el cual se otorga al estudiante de derecho luego de una carrera reglamentada de 5 o 6 años de estudio regular. Al obtener el mismo, el graduado tiene derecho a usar el prefijo Abog. en su nombre propio.
- Título de médico: el cual se otorga al estudiante de Medicina luego de una carrera reglamentada de 6 años de estudio regular. Al obtener el mismo, el graduado tiene derecho a usar el prefijo Méd. en su nombre propio.
- Título de ingeniero: el cual se otorga al estudiante de Ingeniería luego de una carrera reglamentada de 6 años de estudio regular. Al obtener el mismo, el graduado tiene derecho a usar el prefijo Ing. en su nombre propio.
- Título de arquitecto: el cual se otorga al estudiante de Arquitectura luego de una carrera reglamentada de 6 años de estudio regular. Al obtener el mismo, el graduado tiene derecho a usar el prefijo Arq. en su nombre propio.
- Contador público: el contador público nacional domina la disciplina contable y se le otorga a todo estudiante que haya cumplido con 5 años de estudio en una carrera avalada por la CONEAU. Al obtener el mismo, el graduado tiene derecho a usar el prefijo Cr. en su nombre propio.
- Título de odontólogo: el cual se otorga al estudiante de odontología luego de una carrera reglamentada de 5 años de estudio regular. Al obtener el mismo, el graduado tiene derecho a usar el prefijo Odont. en su nombre propio.

#### Carreras de posgrado
En Argentina hay diversos cursos de posgrado, según la CONEAU (Comisión Nacional de Evaluación y Acreditación Universitaria) estos están divididos en especializaciones, maestrías y doctorados los cuales pueden ser presenciales, semipresenciales o carreras a distancia.

#### Universidades

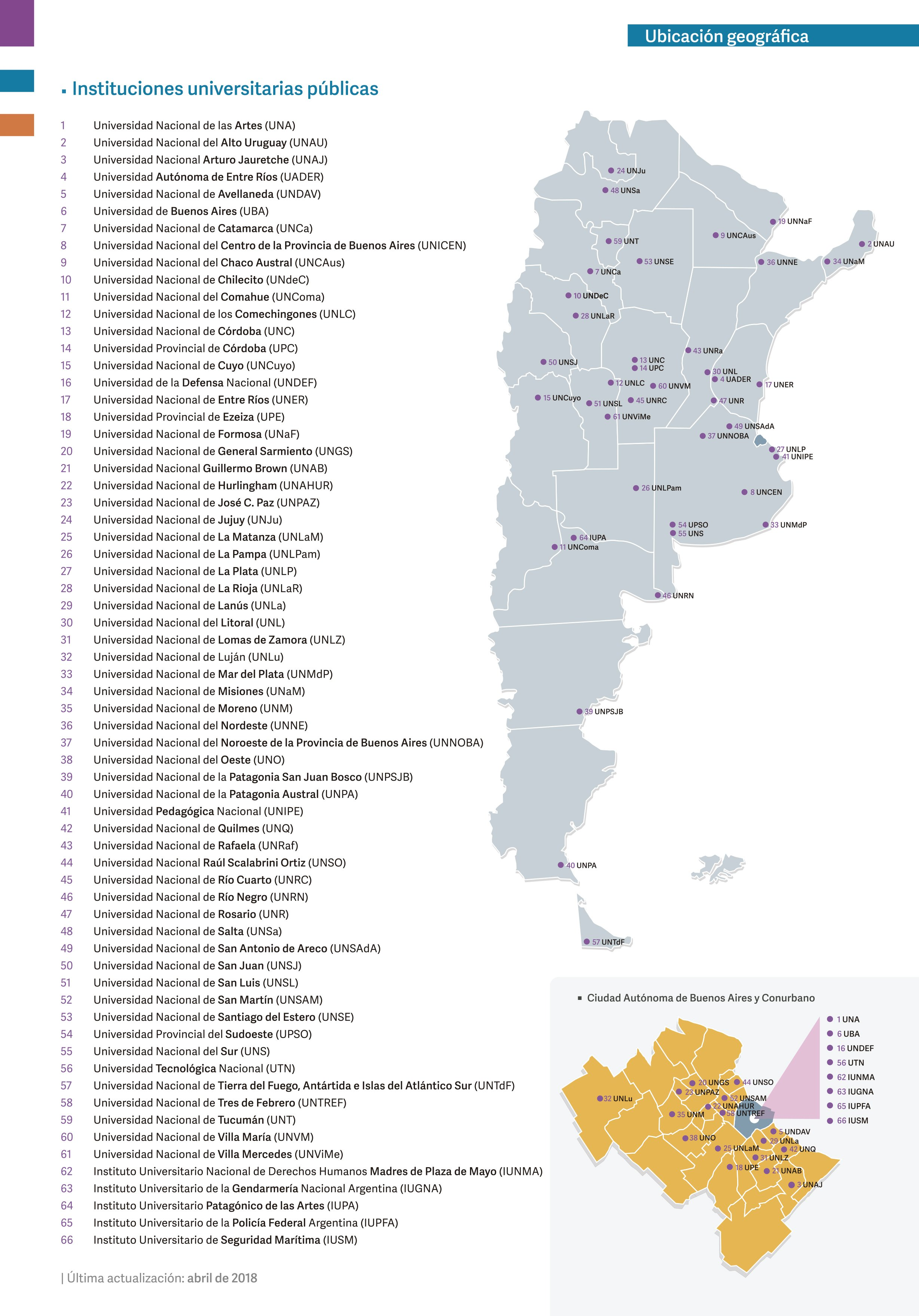
Mapa de las universidades de gestión estatal del país 2019

##### Universidades nacionales de gestión estatal
- Universidad Nacional del Alto Uruguay
- Universidad Nacional de las Artes
- Universidad Nacional Arturo Jauretche
- Universidad Nacional de Avellaneda
- Universidad de Buenos Aires
- Universidad Nacional de Catamarca
- Universidad Nacional del Centro de la Provincia de Buenos Aires
- Universidad Nacional del Chaco Austral
- Universidad Nacional de Chilecito
- Universidad Nacional del Comahue
- Universidad Nacional de los Comechingones
- Universidad Nacional de Córdoba
- Universidad Nacional de Cuyo
- Universidad de la Defensa Nacional
- Universidad Nacional de Entre Ríos
- Universidad Nacional de Formosa
- Universidad Nacional de General Sarmiento
- Universidad Nacional Guillermo Brown
- Universidad Nacional de Hurlingham
- Universidad Nacional de José C. Paz
- Universidad Nacional de Jujuy
- Universidad Nacional de La Matanza
- Universidad Nacional de La Pampa
- Universidad Nacional de La Plata
- Universidad Nacional de La Rioja
- Universidad Nacional de Lanús
- Universidad Nacional del Litoral
- Universidad Nacional de Lomas de Zamora
- Universidad Nacional de Luján
- Universidad Nacional de Mar del Plata
- Universidad Nacional de Misiones
- Universidad Nacional de Moreno
- Universidad Nacional del Nordeste
- Universidad Nacional del Noroeste de la Provincia de Buenos Aires
- Universidad Nacional del Oeste
- Universidad Nacional de la Patagonia San Juan Bosco
- Universidad Nacional de la Patagonia Austral
- Universidad Pedagógica Nacional
- Universidad Nacional de Quilmes
- Universidad Nacional de Rafaela
- Universidad Nacional Raúl Scalabrini Ortiz
- Universidad Nacional de Río Cuarto
- Universidad Nacional de Río Negro
- Universidad Nacional de Rosario
- Universidad Nacional de Salta
- Universidad Nacional de San Antonio de Areco
- Universidad Nacional de San Juan
- Universidad Nacional de San Luis
- Universidad Nacional de San Martín
- Universidad Nacional de Santiago del Estero
- Universidad Nacional del Sur
- Universidad Tecnológica Nacional
- Universidad Nacional de Tierra del Fuego, Antártida e Islas del Atlántico Sur
- Universidad Nacional de Tres de Febrero
- Universidad Nacional de Tucumán
- Universidad Nacional de Villa María
- Universidad Nacional de Villa Mercedes

##### Universidades provinciales de gestión estatal
- Universidad Autónoma de Entre Ríos
- Universidad Provincial de Córdoba
- Universidad Provincial de Ezeiza
- Universidad Provincial de Oficios Eva Perón
- Universidad Provincial del Sudoeste

##### Institutos universitarios de gestión estatal
- Instituto Universitario Nacional de Derechos Humanos “Madres de Plaza de Mayo”
- Instituto Universitario de la Gendarmería Nacional Argentina
- Instituto Universitario de la Policía Federal Argentina
- Instituto Universitario de Seguridad Marítima
- Instituto Universitario Patagónico de las Artes

##### Universidades de gestión privada
- Instituto Tecnológico de Buenos Aires
- Universidad Abierta Interamericana
- Universidad Adventista del Plata
- Universidad Argentina de la Empresa
- Universidad Argentina John F. Kennedy
- Universidad Atlántida Argentina
- Universidad Austral
- Universidad Blas Pascal
- Universidad Empresarial Siglo 21
- Universidad Caece
- Universidad Católica Argentina
- Universidad Católica de Córdoba
- Universidad Católica de Cuyo
- Universidad Católica de las Misiones
- Universidad Católica de La Plata
- Universidad Católica de Salta
- Universidad Católica de Santa Fe
- Universidad Católica de Santiago del Estero
- Universidad Champagnat
- Universidad de Belgrano
- Universidad de CEMA
- Universidad de Ciencias Empresariales y Sociales
- Universidad de Concepción del Uruguay
- Universidad de Congreso
- Universidad de Flores
- Universidad de la Cuenca del Plata
- Universidad de la Marina Mercante
- Universidad de Mendoza
- Universidad de Morón
- Universidad de Palermo
- Universidad de San Andrés
- Universidad de San Isidro
- Universidad del Aconcagua
- Universidad del Centro Educativo Latinoamericano
- Universidad del Cine
- Universidad del Este
- Universidad del Gran Rosario
- Universidad del Museo Social Argentino
- Universidad del Norte Santo Tomás de Aquino
- Universidad del Salvador
- Universidad Favaloro
- Universidad FASTA
- Universidad Gastón Dachary
- Universidad ISALUD
- Universidad Juan Agustín Maza
- Universidad Maimónides
- Universidad Metropolitana para la Educación y el Trabajo
- Universidad Notarial Argentina
- Universidad Salesiana
- Universidad San Pablo-T
- Universidad Torcuato Di Tella

## Evaluación educativa
A lo largo de la historia del sistema educativo argentino, la evaluación ha tenido enfoques diversos, vinculados a las políticas educativas y a los contextos sociales de cada período. Con la sanción de la Ley de Educación Nacional Nº 26.206 en 2006, se consolidó una perspectiva que concibe la evaluación como parte integral del proceso de enseñanza y aprendizaje, orientada a mejorar la calidad educativa y garantizar la equidad.
En este marco, se reconoce la importancia de la evaluación formativa, que busca no solo calificar aprendizajes sino también acompañar y orientar a estudiantes y docentes durante todo el proceso educativo. Herramientas como las rúbricas han adquirido relevancia como instrumentos que permiten establecer criterios claros, favorecer la retroalimentación y fomentar la autoevaluación y la reflexión crítica.
Una contribución destacada en este campo es la de Edith Litwin, pedagoga y referente en didáctica, quien junto a su equipo de investigación propuso una mirada crítica sobre la evaluación educativa en Argentina a comienzos de los años 2000, en un contexto de profundas transformaciones políticas y sociales. Su trabajo enfatiza que la evaluación no debe limitarse a la verificación de resultados, sino entenderse como una práctica pedagógica con potencial formativo para docentes y estudiantes.
Este enfoque se plasmó en una investigación desarrollada en varias fases que analizaron experiencias de evaluación en diferentes niveles educativos, desde la universidad hasta la escuela secundaria. Entre sus hallazgos, se destaca la necesidad de que los docentes reflexionen sobre sus propias prácticas evaluativas y de que la evaluación se utilice como una herramienta para regular y enriquecer la enseñanza, contribuyendo a la mejora continua del sistema educativo.

### Modo de calificación
Los modos de calificación son diversos según la institución y también según la jurisdicción. Algunas jurisdicciones tienen sistemas únicos mientras otras jurisdicciones permiten variar los sistemas ya que no tienen sistema obligatorio.
En general se utiliza para la escuela primaria, las calificaciones Insuficiente, Regular, Bueno, Muy Bueno y Sobresaliente, si bien la calificación puede ser numérica, con aprobación según la jurisdicción, como 6 (mínima nota de aprobación) en la mayoría de las provincias, y como 4 (mínima nota de aprobación) en la que pueden o no incorporarse aplazos (es decir, notas como 1, 2 y 3).
Las calificaciones han sido en general también tema de debate, ya que algunas jurisdicciones (por ejemplo la provincia de Río Negro), recientemente determinó que no deberían existir repitentes en la escuela secundaria, y si bien pueden quedar materias pendientes, los exámenes serían optativos durante el trayecto académico, solo obligatorios en el último año para la acreditación del nivel.
Estas calificaciones pueden ser numéricas en el que se enfatiza logros: el 10 es el puntaje considerado “óptimo”, nueve y ocho “muy bueno”, siete “bueno”, cuatro, cinco y seis “regular”, y uno, dos, tres y cuatro “desaprobado” o “no alcanzó” o “bajos logros”
También existen sistemas de calificación con distinción del tipo de evaluación: si se trata de evaluaciones de resultados, las calificaciones son numéricas, mientras que cuando las evaluaciones están orientados a los procesos, se hace una valorización de los logros con calificaciones tales como "En proceso", "Logrado" y "No logrado".
Del mismo modo en el nivel superior (tanto terciario como universitario), las calificaciones son la mayoría de las veces con base numérica con nota 4 el mínimo aprobado. De todos modos, se han presentado discusiones porque algunas Universidades califican a sus estudiantes con valor mínimo de aprobado con nota 7.

## Índices Nacionales
El Estado Nacional argentino, en distintos períodos y gobiernos, ha realizado múltiples diagnósticos sobre la educación nacional, llevando a cabo censos sobre escuelas del país con la finalidad de analizar y mejorar el estado de la educación dentro del territorio argentino. Estos índices involucran a diversos actores del sistema educativo y a toda la comunidad escolar, con el propósito de generar información relevante, confiable y oportuna para orientar las políticas públicas y contribuir a la mejora educativa. Algunos autores han criticado estas evaluaciones estandarizadas, argumentando que estas entienden de forma radical lo "estandarizado". Se omiten sutilezas del aprendizaje, poniendo el foco en concepciones exactas que no dejan entrever el conocimiento real. Además, puede argumentarse que el método multiple choice, al ser tan estricto, no hace más que reforzar esta metodología que no es fiel al abanico de conocimiento que el estudiante posee realmente. Con este método de preguntas con respuestas de opción múltiple, sobre todo en áreas como Lengua y Sociales, se pierden los sentidos que docentes y alumnos ponen a circular en la cotidianidad escolar.

### El Operativo Aprender
Los Operativos Aprender son evaluaciones escolares estandarizadas llevadas a cabo por la Secretaría de Educación a través de la Subsecretaría de Información y Evaluación Educativa, en acuerdo con el Consejo Federal de Educación y equipos técnicos jurisdiccionales, y la validación de un equipo de lectores críticos especializados en las áreas a evaluar. Según el sitio web oficial del Ministerio de Educación, el objetivo de estas pruebas es el de producir evidencia de carácter diagnóstico para el análisis, la reflexión y la toma de decisiones orientadas a garantizar el derecho a la educación en todos los rincones del país. Es decir, se aplican los instrumentos a todos los estudiantes del grado/año respectivo bajo las mismas condiciones y se utilizan bloques de anclaje para mantener la comparabilidad con los operativos de años anteriores.
Una de las condiciones necesarias para garantizar la transparencia de las pruebas era que las y los docentes que evalúan no lo hicieran ni en sus cursos ni en sus escuelas. Por ende, uno de los primeros cuestionamientos que pueden hacerse a este operativo es, sin duda, la despersonalización que esto supone ya que el vínculo que se establece con los estudiantes es clave en el proceso de enseñanza y aprendizaje, aún más en el de evaluación.

### Surgimiento del Operativo Aprender
El Consejo Federal de Educación aprobó en mayo de 2016 la implementación de un “Sistema de Evaluación Nacional de la Calidad y Equidad Educativa”. Esta evaluación, conocida como “Aprender”, es un operativo de evaluación de la calidad educativa que reemplaza a los Operativos Nacionales de Evaluación (ONE) y que se realiza “con carácter anual en todo el país”.
Las pruebas Aprender son obligatorias y abarcan a los alumnos de tercer y sexto grado de la primaria (8 y 12 años), y de segundo/tercero y quinto/sexto de secundaria dependiendo de cada jurisdicción. En los primeros tres casos, se evalúa el desempeño en Lengua y Matemática, mientras que para los estudiantes próximos a egresar se suman las áreas de Ciencias Sociales y NaturalesLos resultados de los Operativos Aprender son compartidos con el público general por el gobierno a través del Informe de Evaluación de la Educación Primaria en Argentina a nivel nacional y para cada una de las jurisdicciones.
Infobae publicó un artículo periodístico sobre el Operativo Aprender del año 2024 donde muestra y remarca el bajo porcentaje de aprobados en las materias Lengua y Matemática del área secundaria.

### Resultados del Operativo Aprender
Las evaluaciones nacionales de calidad educativa fortalecieron su frecuencia y previsibilidad desde 2016, sin embargo, los resultados siguen evidenciando bajos niveles de aprendizaje y brechas significativas entre los estudiantes de distintos niveles socioeconómicos.
Se destaca que desde 2016 las pruebas Aprender se aplican todos los años, alternando entre la evaluación censal de primaria (en 6° grado) y la de secundaria (en 5° o 6° año, según la jurisdicción). En primaria, las pruebas fueron mejorando su cobertura (es decir, el porcentaje de estudiantes evaluados), pero en secundaria, 1 de cada 4 estudiantes no participa, y ese déficit afecta la representatividad de los resultados, así como la posibilidad de hacer comparaciones en el tiempo.
Los resultados de Aprender 2024 evidencian que el nivel secundario enfrenta desafíos persistentes en la consolidación de aprendizajes fundamentales. En Matemática, se observa un incremento sostenido del porcentaje de estudiantes en los niveles de desempeño más bajos desde 2013; este año, más de la mitad de los estudiantes se ubica por debajo del nivel básico. Esta tendencia pone de manifiesto la urgencia de fortalecer la enseñanza de esta disciplina y de desarrollar nuevas estrategias que acompañen el aprendizaje desde los primeros años del nivel secundario. En Lengua, si bien entre 2013 y 2017 se observó una mejora en los desempeños más altos, desde 2019 se advierte un retroceso. En 2024, el 42% de los alumnos no alcanza el nivel Satisfactorio. Esta evolución plantea un llamado de atención tanto para quienes diseñamos las políticas educativas como para las escuelas que implementan los procesos de enseñanza y aprendizaje, y para la sociedad en su conjunto.

## Financiamiento
El sistema educativo nacional está integrado por los servicios educativos de gestión estatal y privada, gestión cooperativa y gestión social, de todas las jurisdicciones del país, en todos los niveles, ciclos y modalidades de la educación. La educación estatal es gratuita en los niveles inicial, primario, secundario y superior (en las carreras de pregrado y grado de nivel superior, no así para los postítulos y posgrados). La educación privada es paga, aunque en algunos casos (especialmente en establecimientos primarios y secundarios) cuentan con financiamiento por parte del Estado para solventar sus costos.
La Constitución Nacional de 1853 estableció el derecho a educar y enseñar como una responsabilidad del Estado nacional. Con la Ley de Educación Común, a fines de ese siglo, se estableció su carácter obligatorio, estatal, laico y gratuito. Por otra parte, en la universidad tuvo lugar una profunda democratización en los claustros, a través de la Reforma Universitaria de 1918.
Durante su gestión como presidente, Néstor Kirchner impulsó la Ley de Financiamiento Educativo 26.075. La misma lleva la inversión educativa desde el 4,7% del PBI en ese año hasta el 6% previsto para 2010 (en 2009 se alcanzó un 6,4%). Entre otras cosas, la normativa garantiza que una parte de la coparticipación que recibe cada provincia se destine a la inversión educativa con tres prioridades: mejorar las condiciones laborales y salariales, jerarquizar la carrera docente y promover la calidad de la formación inicial y permanente. De esta manera, se fija la garantía del Estado para el financiamiento educativo en todas las jurisdicciones, incluidos los fondos para formación docente.
Argentina dedica una gran parte de recursos nacionales a la formación, un 5,6% de su producto interior bruto (PIB), frente a la media del 5,2% de la OCDE. Argentina destina a su vez un 4,4% del gasto público a la educación primaria, un 6,1% a la secundaria (0,9%, 1,5% por sobre la media del organismo, respectivamente) y un 3% para la educación superior, este último en línea con el 3,1% de media de la OCDE.

### Disparidad regional
Dada la organización federal del país y las particularidades del financiamiento de la educación en Argentina, las provincias presentan una situación diferente entre sí respecto de las fuentes de financiamiento y los recursos que utilizan para asegurar el derecho a la educación. El gobierno nacional provee los recursos financieros para compensar la desigualdad en el sector y tender a la equidad educativa.
Parte de las dificultades para solucionar las inequidades de financiamiento educativo en la Argentina están relacionados con su sistema de coparticipación. Los ingresos generados son de rentas generales que ingresan al Tesoro y se distribuyen según el criterio del respectivo gobierno. En términos generales, estos son los de mayor significación para las provincias; y, por ende, son una de las fuentes más importantes de conflictos entre los niveles estatales: provincia y nación.
Tres indicadores clave son los que dan cuenta de las disparidades entre provincias: participación del gasto educativo en los presupuestos provinciales (esfuerzo educativo), gasto por alumno estatal y salario docente.
Por un lado, el gasto educativo provincial es el conjunto de erogaciones realizadas por el gobierno provincial destinado a la provisión del servicio educativo a todos los niños y jóvenes matriculados en establecimientos provinciales. Por otro, el indicador gasto por alumno representa la división de la cantidad de recursos públicos totales que se invierten durante un año en el sistema educativo en el sector de gestión estatal por la cantidad de alumnos que asisten a establecimientos educativos estatales. Y el indicador de salario docente representa el salario bruto que es la suma de todos los componentes que remuneran un cargo docente.
Si bien la coparticipación federal muestra un avance en la redistribución de recursos, no logra superar las disparidades que persisten en las provincias. Aun así, los recursos de origen nacional coparticipables y de los fondos vía programas educativos nacionales ayudaron a mermar las inequidades de la inversión educativa por alumno de gestión estatal entre las jurisdicciones provinciales.

## Índices internacionales
En el índice de Desarrollo Humano de las Naciones Unidas publicado en 2020, Argentina ―con un 0,845― se encuentra en el puesto número 46 y en el número 2 de Latinoamérica. La de la educación se mide dentro de este índice por los años promedio de escolaridad de los adultos de 25 años o más y por los años esperados de escolaridad de los niños en edad escolar, estos valores para Argentina son de 17.7 y 10.9, respectivamente.

### Informes PISAen Argentina
Los estudios PISA (programme for international student assessment: ‘programa para la evaluación internacional de estudiantes) se realizan en Argentina desde el año 2000, posicionando al país siempre por debajo del promedio del puntaje de los países de la OCDE.
Entre 2006 y 2012, el promedio argentino en Ciencias mejoró en 14 puntos, y se mantuvo relativamente estable en 2018.
En 2019 el estudio arrojó que la mitad de los chicos evaluados se encuentran en los niveles más bajos en las tres categorías y que de los diez países latinoamericanos, Argentina no pudo superar el séptimo puesto.
| Año  | Matemática | Ranking | Ciencia | Ranking | Lectura | Ranking | Países evaluados |
| ---- | ---------- | ------- | ------- | ------- | ------- | ------- | ---------------- |
| 2000 | 388        | 34      | 396     | 37      | 418     | 35      | 40               |
| 2003 | -          | -       | -       | -       | -       | -       | 40               |
| 2006 | 381        | 52      | 391     | 51      | 374     | 53      | 57               |
| 2009 | 388        | 61      | 401     | 63      | 398     | 63      | 65               |
| 2012 | 388        | 59      | 406     | 58      | 396     | 60      | 65               |
| 2015 | -          | -       | -       | -       | -       | -       | -                |
| 2018 | 379        | 72      | 404     | 66      | 402     | 64      | 79               |
| 2022 | 378        | 66      | 401     | 58      | 406     | 60      | 81               |

### Universidades
En los rankings internacionales de las 500 mejores universidades del mundo, aparecen varias universidades de Argentina. Entre las principales, se destacan la Universidad de Buenos Aires, la Universidad Nacional de La Plata, la Universidad Nacional de Córdoba, y la Universidad Nacional de Rosario. En todos, la mejor posicionada es la Universidad de Buenos Aires. 

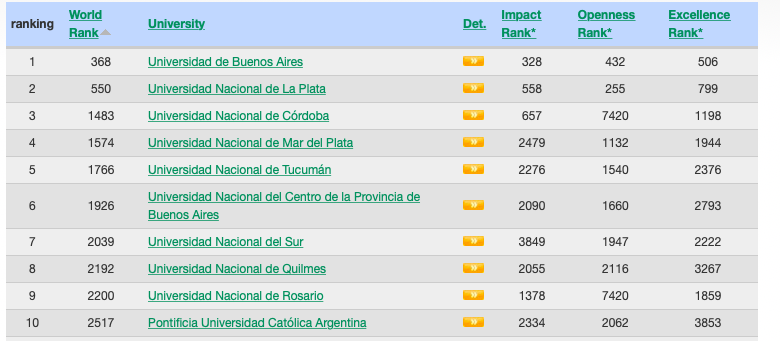
Ranking de Argentina según Web-o-metrics.

Es necesario tener en cuenta que alrededor de los rankings internacionales de universidades existen discusiones y polémicas acerca de su capacidad de presentar una evaluación comprehensiva de las universidades. Dichas polémicas derivan del hecho de que todo ranking expresa un sistema de valores e implica un acto evaluativo que se concreta en un conjunto de criterios con el que se seleccionan variables a las que se les atribuye significación. Aunque algunos de ellos son multidimensionales, la mayoría de los rankings otorgan un fuerte peso relativo a la actividad investigadora, o están dedicados exclusivamente a ella. Existe el supuesto tácito de que, si una institución es altamente competitiva en investigación, la calidad de la educación que ofrece debe ser también muy alta. Este supuesto es incorrecto, particularmente en lo que se refiera a las universidades latinoamericanas cuya función social esta vinculada al contexto donde se desarrollan, dando lugar a una pluralidad de modelos de universidades. Por todo lo dicho, hay quienes señalan que la calidad de las universidades no puede ser determinada por una sola de sus funciones y, en el límite, tampoco por el conjunto de ellas. En este sentido Risieri Frondizi (1986) afirmaba en 1941 que “puede una universidad cumplir con sus tres funciones esenciales y sin embargo no cumplir la misión social más elemental”. En la actualidad tres universidades argentinas están entre las mejores mil del mundo.

#### Ranking Webometrics 2021 de universidades argentinas
Según el cuadro Webometrics ranking of world universities (de 2022), elaborado por el CSIC (Consejo Superior de Investigaciones Científicas) de España, el cual mide el impacto de las investigaciones científicas de las distintas universidades del mundo, las diez universidades argentinas que realizan un mejor desempeño en el mundo académico son las siguientes: